# 波菲利之树

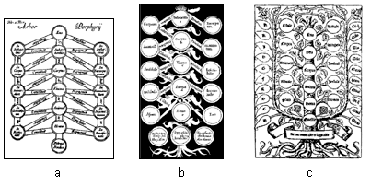
几种波菲利之树的图画

波菲利之树（Porphyrian tree）是古罗马哲学家波菲利在其著作亚里士多德《范畴篇》的《导论》中提出的一种对知识的分类体系。他将知识从“属”分支，一直分类到个体。7世纪时，西班牙的圣伊西多尔进一步将各类知识形象化为一棵知识树。